# Laura Rahn
Laura Gabriele Rahn (* 28. Mai 1986 in Hamburg) ist eine deutsche Basketballspielerin.

## Laufbahn
Die 1,86 Meter messende Flügel- und Innenspielerin wechselte als Jugendliche vom TSV Uetersen zum SC Rist Wedel. In der Saison 2003/04 wurde sie in den Wedeler Kader für die Damen-Bundesliga aufgenommen. 2004 gewann sie mit Wedel den deutschen Meistertitel in der Altersklasse U18. 2006 nahm sie mit der deutschen U20-Nationalmannschaft an der Europameisterschaft teil.
Nach Wedels Abstieg aus der Bundesliga spielte Rahn auch in der 2. Bundesliga für den Verein 2010 wechselte sie zur BG ’89 Rotenburg/Scheeßel (2. Bundesliga) und nach einem Jahr bei den Niedersachsen nahm Rahn ein Angebot des Erstligisten TV Saarlouis an. Nach dem Bundesliga-Abstieg 2012 war sie als Leistungsträger und Spielführerin daran beteiligt, die Saarländerinnen im Spieljahr 2012/13 in die höchste deutsche Spielklasse zurückzuführen. 2014 wechselte Rahn, deren Hauptberuf Polizistin ist, innerhalb der Bundesliga von Saarlouis nach Rotenburg/Scheeßel und spielte bis 2017 für den niedersächsischen Verein. Anschließend spielte sie wieder bei Rist Wedel (erst in der 2. Regionalliga, dann in der 1. Regionalliga und 2021/22 in der 2. Bundesliga).